# Spaceman EP
Spaceman è il terzo EP del gruppo alternative rock Verdena uscito nel 2001. Prende nome dalla seconda traccia dell'album Solo un grande sasso.
Sipario è interamente strumentale.

## Tracce
1. Spaceman [edito] - 4:35
2. Blue - 4:30
3. Reverberation (13th Floor Elevators) - 6:05
4. Sipario - 2:21

## Formazione
- Alberto Ferrari - voce, chitarra, mellotron
- Roberta Sammarelli - basso, cori, rhodes
- Luca Ferrari - batteria, percussioni